# Chimarra decimlobata
Chimarra decimlobata är en nattsländeart som beskrevs av Oliver S. Flint Jr. 1991. Chimarra decimlobata ingår i släktet Chimarra och familjen stengömmenattsländor. Inga underarter finns listade i Catalogue of Life.